# Aplocheilinae
Sous-famille
Les Aplocheilinae sont une sous-famille de poissons de la famille des Aplocheilidae. Celle-ci n'est pas reconnue pas FishBase qui place ces genres sous Nothobranchiidae ou directement sous Aplocheilidae.

## Liste des genres
Selon ITIS :
- genre Adamas Huber, 1979 (placé par FishBase dans Nothobranchiidae)
- genre Aphyoplatys Clausen, 1967 (placé par FishBase dans Nothobranchiidae)
- genre Aphyosemion Myers, 1924 (placé par FishBase dans Nothobranchiidae)
- genre Aplocheilus McClelland, 1839
- genre Callopanchax Myers, 1933 (placé par FishBase dans Nothobranchiidae)
- genre Epiplatys Gill, 1862 (placé par FishBase dans Nothobranchiidae)
- genre Episemion Radda et Pürzl, 1987 (placé par FishBase dans Nothobranchiidae)
- genre Foerschichthys Scheel et Romand, 1981 (placé par FishBase dans Nothobranchiidae)
- genre Fundulopanchax Myers, 1924 (placé par FishBase dans Nothobranchiidae)
- genre Nothobranchius Peters, 1868 (placé par FishBase dans Nothobranchiidae)
- genre Pachypanchax Myers, 1933
- genre Scriptaphyosemion Radda et Pürzl, 1987 (placé par FishBase dans Nothobranchiidae)